# Arrayán Bajo (Perú)
Arrayán Bajo es un caserío peruano ubicado en el distrito de Frías, perteneciente a la provincia de Ayabaca del departamento de Piura, al norte del Perú.

## Ubicación
Arrayán Bajo se ubica al suroeste de la provincia de Ayabaca, en el distrito de Frías, en el departamento de Piura.

## Demografía
En 2017 Arrayán Bajo tenía una población de 114 habitantes.
| Gráfica de evolución demográfica de Arrayán Bajo entre 1993 y 2017 |
|                                                                    |
| Fuentes: Población 1993 (junto con Arrayán Alto) y 2017            |